# Tadeusz Starzec
Tadeusz Starzec (ur. 11 lutego 1918 w Kurdwanowie, zm. 25 marca 1944 w Woldenbergu) – polski harcerz, uczestnik II wojny światowej, kapral podchorąży, jeniec Oflagu II C Woldenberg.

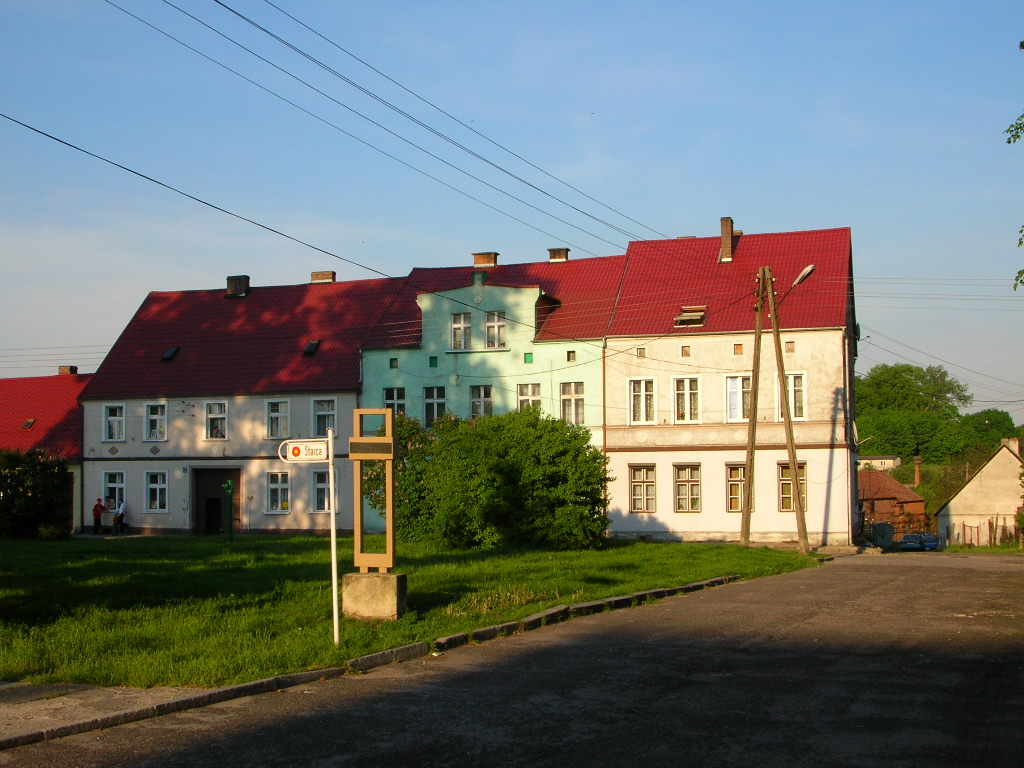
Plac pchor. Tadeusza Starca w Dobiegniewie

## Życiorys
W latach 1934–1937 prowadził I Borkowską Drużynę Harcerską. W 1937 wstąpił do Seminarium Duchownego Salezjanów w Mikołowie, po dwóch latach rozpoczął naukę na politechnice we Lwowie.  
Po wybuchu II wojny światowej walczył w wojnie obronnej 1939 w szeregach 51. Pułku Piechoty. Wzięty do niewoli w okolicach Skarżyska-Kamiennej przebywał w obozach jenieckich: w Oflagu X A/Z Itzehoe, Stalagu II A w Neubrandenburgu i najdłużej w Oflagu II C Woldenberg. Kilka razy uciekał z obozów, by móc walczyć w obronie ojczyzny. Po ostatniej został wezwany na rozprawę sądową do Szczecina i w drodze powrotnej do obozu, pod pretekstem ucieczki, został zastrzelony 25 marca 1944. 29 marca 1944 został pochowany na cmentarzu przy obozie jenieckim II C Woldenberg.
Za bohaterską postawę został odznaczony pośmiertnie Orderem Virtuti Militari.

## Ordery i odznaczenia
- Virtuti Militari

## Upamiętnienie
- W 1970 Szkoła Podstawowa w Dziedzicach otrzymała imię pchor. Tadeusza Starca[8]
- Plac w Dobiegniewie otrzymał imię pchor. Tadeusza Starca[9]
- W 1998 odsłonięto i poświęcono na cmentarzu parafialnym oraz w kościele pod wezwaniem Matki Bożej Zwycięskiej w Borku Fałęckim  tablice poświęcone poległym w II wojnie światowej harcerzom I DH im. Zawiszy Czarnego z nazwiskiem Tadeusza Starca na czele[10]